# Оберто II Палавичино
Оберто (Уберто) II Палавичино (Пелавичино) (на италиански: Oberto (Uberto) II Pallavicino или Pelavicino; * 1197 в Полезине Парменсе; † 8 май 1269 в Гузалиджо, Валмоцола) е италиански кондотиер, маркиз, пълководец на служба на император Фридрих II, господар на Милано от 1259 до 1264 г.. начело на гибелините в Ломбардия и Емилия. 
Произхожда от ломбардската линия на благородническия род Палавичини и е един от най-известните му представители.

## Произход
Син е на Гулиелмо Палавичино и на графиня Солуста Платони – господарка на Монте Сидоло (в днешно Барди). Той е черноок, но едноок и губи окото си като бебе, когато то е изкълвано от петел.

## Биография
Имперски викарий и поддръжник на Фридрих II и на гибелините, от 1234 г. подкрепя императора срещу папа Григорий IX и общините, чието разширяване в Паданската низина, Лигурия и Северна Тоскана застрашава огромните владения на Палавичини.
От 1250 г. покорява градовете Парма, Кремона, Пиаченца, Павия и Бреша.
Ако първоначално е приятел , то впоследствие воюва с Ецелино III да Романо. Той се присъединява към гвелфите и участва в голямата победа на Ломбардската лига срещу Ецелино в битката при Касано (1259 г.). За това той е награден от градовете Милано, Комо, Лоди, Новара, Тортона и Алессандрия.
През 1260 г. става генерал-капитан на Милано.
Когато Шарл Анжуйски нахлува в Ломбардия, Оберто все още се бие заедно с гибелините, но е победен на няколко пъти.

## Брак и потомство
Жени се два пъти:
1. ∞ за Беатриче дела Джерардеска от Пиза, която е изпъдена поради стерилитет.

2. ∞ за София ди Енрико да Еня, може би роднина на Ецелино III да Романо, от която има 1 син и 4 дъщери:
- Джована, ∞ за Салингуера Торели
- Изабела
- Манфредино (* 1254, † 1328), подест на Павия и човек на оръжието
- Мария, ∞ за Гуидо Гуиди
- Маргарита, ∞ за Алберто дела Скала от Верона, племенник на Мастино I – господар на Верона